# مطالعات بازی
مطالعات بازی یا مطالعات بازی‌های دیجیتال (به انگلیسی: Game studies) عبارت است از نظام مطالعات بازی‌ها، ساختار بازی‌های ویدئویی، بازیکن‌ها و در بازه‌ای وسیع‌تر نقش آن‌ها در جامعه و فرهنگ. مطالعات بازی‌های دیجیتالی رشته‌ای میان-چندساختاری است که پژوهشگران آن از شاخه‌های مختلف علوم همچون رایانه، جامعه‌شناسی، روان‌شناسی، انسان‌شناسی، فلسفه، هنر و ادبیات، مطالعات رسانه‌ای، علوم ارتباطات و الهیات هستند.

## تاریخچه
تا انتهای قرن بیستم مطالعات آکادمیک بازی‌های ویدئویی بسیار کم و محدود به شاخه‌هایی همچون تاریخ و انسان‌شناسی بود. در اوایل قرن بیستم، استوارت کویین یک راهنمای جامع دربارهٔ ابزار و آلات بازی و بازی‌های قبایل بومی شمال مکزیکو نوشت در حالیکه Johan Huizinga و Rager Caillois در اهمیت بازی به عنوان یک فعالیت پایه‌ای انسانی که در شکل‌گیری فرهنگ کمک می‌کند کنکاش کردند. به مجرد اینکه انقلاب بازی‌های رایانه‌ای در ابتدای دهه ۱۹۸۰ به راه افتاد علاقه به مطالعه آکادمیک بازی‌ها نیز شکل گرفت. تا به امروز رشته مطالعات بازی‌های دیجیتال نه تنها به عنوان یک رشته چندساختاری، بلکه حتی به عنوان یک رشته میان‌ساختاری نیز شناخته می‌شود. در طول سال‌ها رشته‌ها و نظام‌های گوناگونی به بازی‌های ویدئویی و مطالعات آن‌ها توجه نشان داده‌اند.
رویکردهای مطالعاتی بازی‌ها را به‌طور کلی می‌توان در سه شاخه اصلی دسته‌بندی کرد:
1. رویکرد علوم اجتماعی
  - مطالعه تأثیر بازی‌ها بر روی انسان‌ها
    - بازی‌ها با انسان‌ها چه می‌کنند؟
      - به عنوان مثال بررسی تأثیر خشونت در بازی‌های ویدئویی

    - انسان‌ها چگونه یک بازی را خلق کرده و در آن به تعامل می‌پردازند؟
2. رویکرد علوم انسانی
  - مطالعه معنی و زمینه بازی‌ها
    - توسط بازی‌ها چه مفاهیمی القاء می‌شوند؟
3. رویکرد صنعتی و فنی
  - درک طراحی و توسعه بازی‌ها.
    - به عنوان مثال چگونه بازی‌های بهتری بسازیم؟

  - بازی‌ها در نقش راهبران تکنولوژی‌های نوین.
    - مثلا در زمینه‌هایی همچون گرافیک، هوش مصنوعی، شبکه و …

علاوه بر پرسیدن سوال‌های گوناگون برای هر کدام از این رویکردها از ابزار و متدهای مختلف استفاده می‌شود. تعداد زیادی از دانشمندان علوم اجتماعی تمایل به استفاده از روش‌های کمی دارند در حالیکه گروه کوچکتری روش‌های کیفی را می‌پسندند. رویکرد صنعتی و فنی عموماً عمل محور می‌باشد و نسبت به دو رویکرد دیگر کمتر با تئوری سر و کار دارد. البته این رویکردها نیز بسته و انحصاری نمی‌باشند و قسمت عمده‌ای از تحقیقات بازی‌ها آن‌ها را به هم پیوند می‌زند. کارهای Tracy Fullerton و Kenji Ito نمونه‌هایی از کار میان رشته‌ای است که در زمینه مطالعات بازی‌های رایانه‌ای انجام شده.
جوان بودن رشته مطالعات بازی دلیل دیگری است برای برای مرزهای محدود و کم رنگ بین این رویکردها.

## رویکرد علوم اجتماعی
در رویکرد علوم اجتماعی به‌طور کلی همواره این مسئله مطرح است که “بازی‌ها با مردم چه می‌کنند؟ ” محققین با بررسی بازیکنان و انجام آزمایش‌های کنترل‌شده تلاش می‌کنند تا تأثیرات بد و خوبی که بازی کردن می‌تواند بر روی انسان‌ها داشته باشد را بیابند.
در میان تاثرات منفی ممکن در یک بازی، شاید موضوعی که بیش از همه توسط رسانه‌ها و افکار عمومی پیش کشیده شده مسئله خشونت در بازی‌های ویدئویی باشد. تأثیرات ممکن که بازی‌های ویدیوئی خشن بر کودکان و نوجوانان می‌گذارند چه می‌توانند باشند؟ نظریه یادگیری اجتماعی بیان می‌دارد که انجام بازی‌های ویدئویی خشن، خشونت را در بازیکنان شبیه‌سازی می‌کند به ویژه به دلیل اینکه در یک بازی بازیکن مشارکت‌کننده فعال است (بر خلاف فیلم‌های خشن که در آن‌ها یک بیننده منفعل است). از سویی دیگر بر اساس نظریه کاتارسیس (feshbach and singer، ۱۹۷۱) انجام بازی‌های خشن این امکان را به بازیکن می‌دهد تا با رها کردن نیروهای نهفته تهاجمی در خود، تأثیر مثبتی در خود ایجاد نمایند. تعداد بیشماری مقاله در این زمینه تألیف گردیده و تا کنون تصویر شفافی از اینکه بازی‌های خشن حقیقتاً چه تأثیری بر روی بازیکنان می‌توانند داشته باشند به دست نیامده‌است.
در مورد تأثیرات مثبت بازی‌های ویدئویی، آموزگارها و دانشمندان علم آموزش مناظره‌هایی در باب استفاده از اهرم جذابیت بازی‌های ویدئویی برای مقاصد آموزشی داشته‌اند. مالدن در زمینه کیفیت برانگیزاننده ذاتی بازی‌های ویدئویی و اینکه چگونه می‌توان از آن در تولید بازی‌های آموزشی استفاده کرد کنکاشهایی داشته‌است. (malone ۱۹۸۰، ۱۹۸۱)
مالون و لپر چهار حوزه اکتشافی را برمی‌شمارند که توجه به آن‌ها از سوی طراحان بازی باعث بهبود رابط تعاملی بازی می‌شود. این چهار حوزه عبارتند از: مبارزه، خیال پردازی، حس کنجکاوی و کنترل.
کافای طراحی بازی‌های ویدئویی توسط کودکان را به ابزاری برای یادگیری مفاهیم برنامه‌نویسی و ریاضیات تبدیل کرده‌است.
مشاب‌ها squire ار بازی‌های تجاری عامداً برای برانگیختن دانش‌آموزان محروم در مدرسه استفاده می‌کند.
Gee و Shaffer اعلام می‌دارند در رسانه بازی‌های ویدئویی کیفیات خاصی وجود دارد که می‌توانند فرصت‌های ارزشمندی را برای یادگیری فراهم کنند.
Sherry turk در کتابش با عنوان «زندگی بر روی صفحه تصویر» بیان می‌کند که چگونه افرادی که در بازی‌های آنلاین جمعی همچون MUDs فعالیت داشته‌اند از تجربه‌شان در بازی برای جستجوی جنبه‌های شخصی هویت خود استفاده می‌کنند.
بازهای ویدئویی همچنین برای درمان انواع اختلالات شخصیتی روانی موجود خصوصاً در کودکان استفاده می‌شود.
Taylor در کتابش با عنوان «زندگی در میان دنیاها» از تجربیاتش در بازی جمعی آنلاین Everquest و رابطه ظریف بین بازیکنان و دنیاهای بازی صحبت می‌کند.
نهایتاً اقتصاددانان شروع به مطالعه بازی‌ها به ویژه در سبک ام‌ام‌او نموده‌اند تا به درک بهتری از رفتار انسان برسند. فعالیت اقتصادی در این بازی‌ها همچون فعالیت‌های اقتصادی کشورهای حقیقی مطالعه می‌شود. (castronova ۲۰۰۱) نظریه‌های مختلفی همچون «هم پایگی بازی» می‌توانند در یک بازی به آزمون گذارده شوند زیرا بازی‌ها زمینه را برای آزمایش‌های طبیعی فراهم می‌آورند به این صورت که در یک بازی جمعی تعداد زیادی بازیکن مشارکت‌کننده در آزمایش داریم به علاوه شرایط آزمایشی کاملاً کنترل شده. از این دیدگاه بازی‌ها زمینه‌ای یکتا را فراهم می‌آورند که در آن فعالیت انسان‌ها می‌تواند مطالعه شده و بهتر مورد فهم قرار گیرند. به عنوان مثال بازی بسیار محبوب دنیای وارکرفت می‌تواند برای مطالعه انتشار یک بیماری واگیردار مورد مطالعه قرار گیرد.

## رویکرد علوم انسانی
به‌طور کلی رویکرد علوم انسانی در رابطه با بازی با این سؤال بیان می‌شود که “از یک بازی چه مفاهیمی استخراج می‌شوند؟ “. با استفاده از ابزارهایی همچون مصاحبه، قوم‌نگاری و مشاهده شرکت‌کنندگان در پژوهش، محققین نقش‌های متنوعی را که بازی‌ها در زندگی انسان‌ها بازی می‌کنند، بررسی می‌نمایند. به عنوان مثال کنسالو در این زمینه کنکاش کرده‌‌است که بازیکن‌ها چگونه بازی‌هایی را که می‌خرند، بازی می‌کنند و چه زمان و چگونه و به چه دلیل بر علیه قوانین بازی می‌شورند و آن را واژگون می‌سازند. به نظر می‌رسد که «تقلب» پدیده‌ای پیچیده باشد که مفاهیم آن دائماً بین بازیکن‌ها و در صنعت بازی و در خرده فرهنگ‌های بازی که در محدوده سبک‌هایی خاص شکل می‌گیرند رد و بدل می‌شود.
تحقیقات دیگر بر روی فهم بازی به عنوان موضوعات فرهنگی که در خود حامل پیام می‌باشند و جستجو در مورد اینکه مدیومی به اسم بازی چیست و قراردادن وضعیت آن در متن در مقابل دیگر فرم‌های بیانی انسان انجام پذیرفته‌است. در کتاب Brenda Laurel به نام «رایانه‌ها به عنوان تئاتر» در حالیکه بر نقد تئاتر گونه بر طراحی رابط کاربری انسان و رایانه پافشاری و تأکید می‌شود توضیح می‌دهد که چگونه بازی‌های ویدئویی نتیجه طبیعی قابلیت رایانه‌ها در نمایش حرکت با مشارک انسان می‌باشد. نویسنده به جای اینکه رایانه‌ها را صرفاً ابزارمحاسباتی در نظر بگیرد، پیشهاد می‌کند به رایانه به عنوان یک مدیوم نگریسته شود. رساله کتاب وی تلاش می‌کند بین رایانه و درام وجهه تشابهی نشان دهد. به این صورت که رایانه اجازه می‌دهد بازیکن در ایفا کردن نقشی برابر هم به عنوان اجراکننده درام و هم به عنوان تماشاچی عمل کند. Laurel در کتابش از بازی‌های زیادی به عنوان مثال‌هایی برای ایده‌ها و قواعدی که تلاش می‌کند به هم ربط دهد نام می‌برد.
از سویی دیگر هنری جنکینز، نقش بازی‌های ویدئویی را در زمینه‌ای وسیع‌تر که او آن را «داستان سرایی بینارسانه‌ای» می‌نامد بررسی می‌کند. از دیدگاه وی محتوا میان رسانه‌های مختلف حرکت می‌کند و بازی‌های ویدئویی قسمتی از یک بوم‌شناسی جامع‌تر در داستان سرایی می‌باشند که شامل فیلم، داستان و کتاب‌های کمیک می‌شود. مشابهاً Janet Marry در کتاب “Hamlet on the Holodeck” رایانه را به عنوان ابزاری جدید برای تمرین داستان‌سرایی معرفی می‌کند.
با تجزیه و بررسی بازی‌های ویدئویی در کنار مصنوعات دیجیتالی دیگر همچون ابر متن و کاراکترهای گفتگوی تعاملی، Marry به بررسی توانایی‌های بیانی که رایانه در اختیارمان قرار می‌دهد، می‌پردازد. به ویژه وی بازی‌های ویدئویی را قسمتی از مفهوم گسترش یافته داستان‌سرایی می‌داند که نام آن را درام اینترنتی می‌نهد. Espen Aarseth در کتاب خود به نام «متن اینترنتی» به مخالفت به ایده Murray می‌پردازد و بیان می‌کند که تفاوت قائل نشدن بین بازی و روایت باعث می‌شود که ویژگی‌های اساسی هر کدام را نادیده بگیریم. این عدم توافق به نام مجادله Ludology بر علیه Narratology شناخته می‌شود. دیدگاه روایتگرانه این است که بازی‌ها باید به عنوان فرم جدیدی از روایت شناخته شوند و بنابراین نمی‌توان آن‌ها را توسط نظریه‌های روایتگری مطالعه کرد. در مقابل دیدگاه Ludologicalها این است که بازی‌ها را باید با شرایط خودشان فهمید. یک لودولوجیست بیان می‌دارد که مطالعه بازی‌ها باید با توجه به تحلیل معنی بازی و سیستم‌های فرمالی که توضیح می‌دهند انجام پذیرد. به دیگر سخن تمرکز مطالعات بازی باید بر روی نقش بازی باشد نه بر روی باز نمود عناصری که ضمنی هستند.
این ایده که بازی‌ها کاملاً با روایت به عنوان یک ساختار شناختی و ارتباطی تفاوت دارند این امکان را به وجود آورده تا بازی‌های ویدئویی از ابعاد دیگری مورد بررسی قرار گیرند. یکی از این رویکردهای جدید به سوی مطالعات بازی با بررسی ساختار رابط بازی و رقابتی که کیبورد و ماوس با رابط لیودیک دارند شکل می‌گیرد.
کتاب “Half Reel” از Jesper Jul: در اینجا می‌بینیم که چگونه بازی‌های ویدئویی قوانین رسمی را با قوانین تخیلی دنیاهای فانتزی به هم می‌آمیزند. او توضیح می‌دهد که در اینجا مشکلی برای محققین مطالعات بازی به وجود آمده بود که یا باید بر روی خود بازی تمرکز کنند یا بر روی بازیکن. ” ما می‌توانیم قوانین را همان‌طور که به صورت مکانیکی در بازی هستند یا در راهنمای یک بازی تخته‌ای ذکر شده‌اند بررسی کنیم یا آن‌ها را به عنوان چیزهایی که بازیکن با آن‌ها تعامل می‌کند و یادمی‌گیرد مطالعه نماییم. همچنین می‌توانیم دنیاهای فانتزی را به صورت علائم و عناصری که بازی را می‌سازند و در بازی وجود دارند بررسی کنیم یا آن‌ها را به عنوان سرنخ‌هایی که بازیکن را وادار به تخیل کردن می‌نمایند و بازیکن به شیوه خود دنیای بازی را تخیل می‌نماید مطالعه کنیم.
تحلیل مقایسه‌ای طراح بازی ویدئویی Bogost، برای بازی‌ها یکی از جدیدترین روش‌ها برای مطالعه و نظریه‌پردازی در مورد بازی‌ها می‌باشد. روش وی پیشنهاد می‌دهد که برای مطالعه و نقد بازی‌ها باید آن‌ها را در دو زمینه فرهنگی و ایدئولوژیکی بررسی نمود.
مطالعات بازی‌های دیجیتال اخیرا به عنوان یک رشته در دانشگاه سوره به عنوان یک رشته در علوم انسانی تعریف شده‌است.

## رویکرد صنعتی و فنی
از دیدگاه مهندسی، بازی‌های رایانه‌ای زمینه‌ای وسیع برای نمایش دستاوردهای تکنولوژیک در زمینه گرافیک، هوش مصنوعی و شبکه هستند. در حالی که تحقیقاتی که در این شاخه‌ها انجام شده برای بازی‌های ویدئویی نبوده‌است. اما با این حال معمول است که از بازی‌ها به عنوان زمینه‌ای برای نشان دادن آخرین تکنولوژی‌ها و راه حل‌های به دست آمده استفاده شود. یک مثال در این زمینه بازی درام تعاملی Facade بوده‌است که برای نمایش دستاوردهایی در زمینه هوش مصنوعی ساخته شد.
دز یک دیدگاه صنعتی مهمترین سؤالی که مطرح می‌شود این است که «چگونه می‌توانیم بازی‌های بهتری بسازیم» و همچنین این سؤال‌ها که “چه چیزی یک بازی را خوب می‌کند؟ “. در اینجا واژه خوب باید تعریف شود. آیا بازی تجربه‌ای اشتیاق‌آور و سرگرم‌کننده به بازیکن می‌دهد؟ آیا بازی را می‌توان راحت یادگرفت و بازی کرد؟ آیا بازی نوآورانه است و آیا به بازیکن این امکان را می‌دهد تا تجربه‌های بدیع و نو داشته باشد؟

## انجمن‌های حرفه‌ای
- Digital Games Research Association (DiGRA)
- Canadian Games Studies Association
- Spilforskning - The Danish network of game researchers
- JoinGame Nasjonalt ressursnettverk for dataspill (Norwegian)
- IEEE Game Engineering SIG and IEEE PSM Task Force
- IGDA Game Education SIG
- Polskie Towarzystwo Badania Gier (Games Research Association of Poland)

## مجلات علمی
- Game Studies: The International Journal of Computer Game Research
- Games and Culture: A Journal of Interactive Media
- Eludamos: Journal for Computer Game Culture
- Journal of Gaming and Virtual Worlds
- Loading...
- ACM Computers in Entertainment
- SAGE Simulation and Gaming
- Elsevier Entertainment Computing
- Hindawi International Journal of Computer Games Technology
- International Journal of Roleplaying
- Journal of Virtual Worlds Research
- Journal of Virtual Reality and Broadcasting
- Homo Ludens

## کنفرانس‌ها
- International Conference on Advances in Computer Entertainment Technology ACE 2009
- 8th International Conference on Entertainment Computing (ICEC 2009)
- Future Play
- SIGGRAPH Games Focus
- SIGGRAPH Sandbox 2008
- DiGRA 2009: Breaking new ground
- Fourth Philosophy of Computer Games Conference
- Culture-Generative Function of Games (Kulturotwórcza funkcja gier)
- DIstributed SImulation and Online gaming (DISIO 2010)[پیوند مرده]